# Blapsilon cyanipes
Blapsilon cyanipes är en skalbaggsart som beskrevs av Fauvel 1906. Blapsilon cyanipes ingår i släktet Blapsilon och familjen långhorningar. Inga underarter finns listade.